# 国道262号

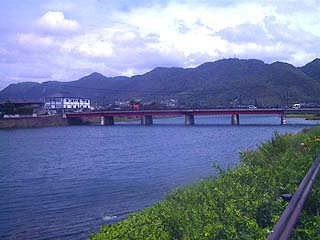
萩市内にある橋本橋。橋本川を渡る。

国道262号（こくどう262ごう）は、山口県萩市から防府市に至る一般国道である。

## 概要
かつての街道である萩往還に概ね沿って山陰と山陽を結ぶ道路であり、「松竹梅道路」や「維新街道」という通称がある。
萩市から山口市にかけては、阿武川沿いから山間部を抜けるためカーブとトンネルが多いが、全区間2車線で整備されており、通行困難な区間はない。萩市街地と萩市明木（あきらぎ）の間の阿武川沿いの区間は、蛇行する国道を短絡する萩道路（山口県道32号萩秋芳線の一部、無料化済み）が開通している。萩市佐々並から山口市にかけては萩往還から離れて山口市東部を迂回するルートとなっている。この区間は山口県道62号山口旭線が萩往還に沿って山口市の中心市街地へ向かっているが、峠越え区間を中心に未改良区間が多く残っており、走りにくい。
山口市では国道9号と重複したのち、山口市と防府市の間をほぼ直線に結んでいる。この区間は4車線で整備されており、両市をつなぐ重要幹線道路となっている。

### 路線データ
一般国道の路線を指定する政令に基づく起終点および重要な経過地は次のとおり。
- 起点：萩市（警察署前交差点 = 国道191号交点、山口県道11号萩篠生線起点）
- 終点：防府市（沖高井交差点 = 国道2号交点、山口県道54号防府停車場線終点・山口県道187号高井大道停車場線起点、山口県道502号山口防府小郡自転車道線上）
- 重要な経過地：山口市
- 総延長 : 49.0 km[2][注釈 2]
- 重用延長 : なし[2][注釈 2]
- 未供用延長 : なし[2][注釈 2]
- 実延長 : 49.0 km[2][注釈 2]
  - 現道 : 49.0 km[2][注釈 2]
  - 旧道 : なし[2][注釈 2]
  - 新道 : なし[2][注釈 2]
- 指定区間：国道9号と重複する区間（山口市宮野上 - 平野交差点）[3]

## 歴史
- 1963年（昭和38年）
  - 4月1日 - 二級国道262号萩防府線（山口県萩市 - 山口県防府市）として指定。
  - 10月 - 山口国体の開催にあわせて山口市荒高 - 山口市大内矢田間が新道となる[4]。
- 1965年（昭和40年）4月1日 - 一般国道262号となる。
- 1972年（昭和47年） - 旧旭村の佐々並地区に道路トンネルが完成する（新道化）。
- 1982年（昭和57年）8月9日 - 大内宮野バイパスが暫定2車線で開通[5]。
- 1993年（平成5年）3月26日 - 大内宮野バイパスが全線開通[5]。
- 1995年（平成7年）3月 - 大内宮野バイパスが全線4車線化[5]。
- 2007年（平成19年）3月24日 - 萩バイパス開通[6]に伴い、起点が萩市御許町交差点から萩市警察署前交差点に変更となる。

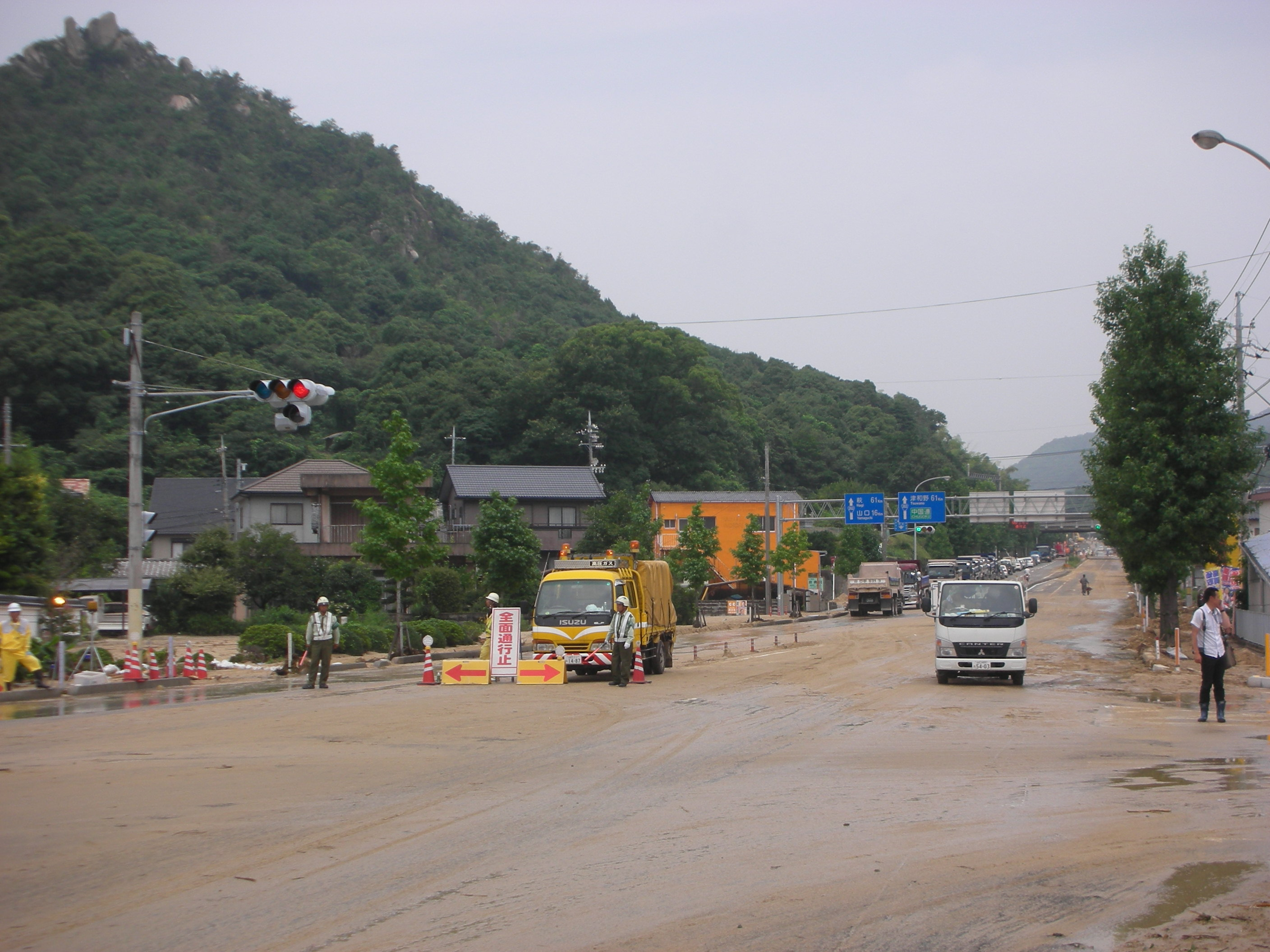
土砂崩れによる規制の様子（防府市下右田）

- 2009年（平成21年）7月21日 - 7月としては観測史上最高の降水量となる記録的豪雨（平成21年7月中国・九州北部豪雨）で、佐波山トンネル終点側付近（防府市下右田）で大規模な土砂崩れと鉄砲水が発生。付近が通行止めとなる（同年9月6日13時に通行再開）。

通行止め区間の代替として、7月26日より9月6日13時まで中国自動車道 山口IC - 山陽自動車道 防府西IC間（山口JCTを経由）のみを通行した車両に対し、通行料を無料とする措置がとられた。

## 路線状況

### バイパス
国道262号バイパスとして整備された区間のみ記す。
- 萩バイパス（萩市） - 旧道は山口県道64号萩三隅線および山口県道293号萩長門峡線の一部。

延長1.6 km。区間：萩市土原 - 椿。
- 明木バイパス（萩市） - 旧道は山口県道308号明木美東線の一部および萩市道。
- 大内宮野バイパス（山口市） - 旧道は山口県道21号山口防府線および山口県道204号宮野大歳線（当時の国道9号との重複部分）の各一部。

山口市平野三丁目から同市下小鯖に至るバイパス。山口市の中心部の東側を通り旧道を短絡している。萩市方面に向かう場合はバイパス経由の方が近いが、宮野以西の山口市街方面に向かう場合は旧道経由の方が近いため、旧道の渋滞は解消していない。

### 重複区間
- 国道9号（山口市宮野上 - 山口市平野3丁目・平野交差点）

### 道路施設

#### 橋梁
- 椿大橋（橋本川、萩市）
- 椿西橋（萩市）
- 関田橋（萩市）
- 宮野新橋（椹野川、山口市）
- 恋路大橋（椹野川、山口市）
- 恋路小橋（古甲川、山口市）
- 長野大橋（仁保川、山口市）
- 剣橋（防府市）

#### トンネル
- 小野山トンネル：延長147 m、1972年（昭和47年）竣工、萩市
- 古泉場トンネル：延長100 m、1971年（昭和46年）竣工、萩市
- 藤ヶ岩隧道：延長168 m、1971年（昭和46年）竣工、萩市
- 佐波山トンネル（下り線）：延長670 m、1971年（昭和46年）竣工、山口市 - 防府市
- 佐波山トンネル（上り線）：延長600 m、1973年（昭和48年）竣工、山口市 - 防府市

#### 道の駅
- あさひ（萩市）

### イチローロード
2004年（平成16年）にイチロー（プロ野球選手、シアトル・マリナーズ所属）がメジャーリーグ年間最多安打記録を更新して年間262安打を達成したことから、安打数と国道番号が同じであることにちなんでイチローロードという愛称をつけようとする運動を島田明山口県議会議長が中心となって起こし、山口県が商標登録をしようとした。しかし、特許庁は「商標法上は問題ないが社会通念上、本人の了解を得る必要があるのではないか」とし、イチロー選手は「262という数字は途中経過」との認識が強いために商標登録を断念した。

## 地理

### 通過する自治体
- 山口県
  - 萩市 - 山口市 - 防府市

### 交差する道路
| 交差する道路 | 市町村名 | 交差する場所         | 交差する場所             |
| --- | -------- | -------------------- | ------------------------ |
| 国道191号 山口県道11号萩篠生線 山口県道・島根県道13号萩津和野線 重複                                            | 萩市     | 大字土原（ひじわら） | 警察署前交差点 / 起点    |
| 山口県道293号萩長門峡線                                                                                         | 萩市     | 大字椿               | 金谷交差点               |
| 山口県道32号萩秋芳線 / 萩道路                                                                                   | 萩市     | 大字椿               |                          |
| 山口県道32号萩秋芳線 / 萩道路 重複区間起点                                                                      | 萩市     | 大字明木（あきらぎ） |                          |
| 山口県道308号明木美東線                                                                                         | 萩市     | 大字明木             |                          |
| 山口県道32号萩秋芳線 重複区間終点                                                                               | 萩市     | 大字明木             | 角力場（すもうば）交差点 |
| 山口県道10号山口福栄須佐線 重複区間起点 山口県道309号佐々並町絵美東線                                           | 萩市     | 大字佐々並           |                          |
| 山口県道62号山口旭線 山口県道359号大下日南瀬線                                                                  | 萩市     | 大字佐々並           |                          |
| 山口県道196号宮野上佐々並線                                                                                     | 萩市     | 大字佐々並           |                          |
| 国道9号 重複区間起点                                                                                            | 山口市   | 宮野上               | 木戸山交差点             |
| 山口県道196号宮野上佐々並線                                                                                     | 山口市   | 宮野上               |                          |
| 国道376号 山口県道201号宮野上山口停車場線                                                                       | 山口市   | 宮野上               | 仁保入口交差点           |
| 山口県道10号山口福栄須佐線 重複区間終点 山口県道204号宮野大歳線                                                 | 山口市   | 宮野下               | 住吉交差点               |
| 国道9号 重複区間終点                                                                                            | 山口市   | 平野3丁目            | 平野交差点               |
| 山口県道204号宮野大歳線                                                                                         | 山口市   | 桜畠1丁目            | 宮野桜畠交差点           |
| 山口県道201号宮野上山口停車場線 重複区間起点                                                                    | 山口市   | 宮野下               | 宮野下恋路交差点         |
| 山口県道201号宮野上山口停車場線 重複区間終点                                                                    | 山口市   | 宮野下               |                          |
| 山口県道502号山口防府小郡自転車道線 重複区間起点                                                                | 山口市   | 大内長野             |                          |
| 山口県道26号山口鹿野線                                                                                          | 山口市   | 大内長野             | 大内長野交差点           |
| 山口県道21号山口防府線 重複区間起点 山口県道502号山口防府小郡自転車道線 重複区間終点                            | 山口市   | 下小鯖               | 柊交差点                 |
| E2A 中国自動車道                                                                                                | 山口市   | 下小鯖               | 32 山口IC                |
| 山口県道21号山口防府線 重複区間終点                                                                             | 山口市   | 下小鯖               | 鯖地交差点               |
| 山口県道27号山口徳山線 山口県道502号山口防府小郡自転車道線 重複区間起点                                         | 山口市   | 下小鯖               |                          |
| 山口県道348号大内右田線                                                                                         | 防府市   | 大字高井             |                          |
| 国道2号 山口県道54号防府停車場線 山口県道187号高井大道停車場線 山口県道502号山口防府小郡自転車道線 重複区間終点 | 防府市   | 大字高井             | 沖高井交差点 / 終点      |

### 交差する鉄道
- 山陰本線
- 山口線
- 山陽新幹線

### 峠
- 釿ノ切峠（ちょうのぎりとうげ、標高405 m、萩市） - 旧旭村（萩市）の明木地区と佐々並地区の境をなす峠。
- 国道262号最高点（標高423 m） - 山口市と萩市の市境よりやや山口市側にある。峠としての名称は確認されない。
- 坂堂峠（さかどうとうげ、標高100 m、山口市）[11] - 山口市の宮野地区と大内地区の境をなす峠。大内宮野バイパスが供用されている。
- 佐波山（さばやま） - 山口市と防府市の境にある山。山麓を佐波山トンネルが貫いている。